# Cena Izvestijí 1978
Dvanáctý ročník Ceny Izvestijí se konal od 16. do 22. 12. 1978 v Moskvě. Zúčastnilo se pět reprezentačních mužstev, která se utkala jednokolovým systémem každý s každým. Kanadu reprezentovalo mužstvo mladých nadějných hráčů z NHL a jejich farmářských klubů pod názvem "NHL Future Stars" (Budoucí hvězdy).

## Výsledky a tabulka
|    |         | SSSR          | ČSSR           | CAN    | SWE     | FIN    | V | R | P | Skóre | B |
| 1. | SSSR    | Sovětský svaz | 3:3            | 9:3    | 6:0     | 4:1    | 3 | 1 | 0 | 22:7  | 7 |
| 2. | ČSSR    | 3:3           | Československo | 4:1    | 6:3     | 5:4    | 3 | 1 | 0 | 18:11 | 7 |
| 3. | Kanada  | 3:9           | 1:4            | Kanada | 5:2     | 3:3    | 1 | 1 | 2 | 12:18 | 3 |
| 4. | Švédsko | 0:6           | 3:6            | 2:5    | Švédsko | 4:1    | 1 | 0 | 3 | 9:18  | 2 |
| 5. | Finsko  | 1:4           | 4:5            | 3:3    | 1:4     | Finsko | 0 | 1 | 3 | 9:16  | 1 |

 Kanada -  Finsko 3:3 (0:1, 2:2, 1:0)
16. prosince 1978 - Moskva

Branky Kanady: 21. Jean Savard, 25. Doug Halward, 50. Normand Dupont.

Branky Finska: 18. Pekka Rautakallio, 25. Antero Lehtonen, 35. Antero Lehtonen.

Rozhodčí: Andrej Zacharov (URS) – Rais Fasachutdinov (URS), Alexander Fedosejev (URS)

Vyloučení: 1:1 (využití 0:0)
Kanada: Doug Soetaert - Terry Murray, Bob Neely, Bob Lorimer, Doug Halward, Jean Hamel, Tom Price, Miles Zaharko - Kris Manery, Jean Savard, Lorne Stamler - Dwight Foster, Richie Hansen, Tom Gorrence - Eddie Johnstone, Gene Carr, Bobby Simpson - Tony Currie, Ron Anduruff, Normand Dupont.
Finsko: Antero Kivelä - Risto Siltanen, Pekka Rautakallio, Pertti Valkeapää, Hannu Haapalainen, Timo Nummelin, Tapio Levo - Juhani Tamminen, Tapio Koskinen, Matti Rautiainen - Jukka Porvari, Pertti Koivulahti, Antero Lehtonen - Jouni Rinne, Mikko Leinonen, Seppo Sevon.   
 SSSR -  Švédsko 6:0 (2:0, 3:0, 1:0)
16. prosince 1978 - Moskva

Branky SSSR: 1. Viktor Žluktov, 11. Šostak, 21. Valerij Charlamov, 31. Viktor Žluktov, 36. Viktor Žluktov, 42. Sergej Kapustin.

Rozhodčí: Ken Pierce (USA) - Jurij Smirnov (URS), Anatolij Barinov (URS)

Vyloučení: 5:5 (využití 0:0, v oslabení 1:0)
SSSR: Vladislav Treťjak - Gennadij Cygankov, Sergej Starikov, Sergej Babinov,  Vjačeslav Fetisov, Zinetula Biljaletdinov, Vasilij Pěrvuchin, Valerij Vasiljev, Viktor Chotuljev - Boris Michajlov, Vladimir Petrov, Valerij Charlamov - Helmuts Balderis, Viktor Žluktov, Sergej Kapustin - Pjotr Prirodin, Vladimir Golikov, Alexander Golikov - Alexej Frolikov, Michail Šostak, Sergej Makarov.
Švédsko: Sune Ödling - Mats Waltin, Jan-Erik Silfverberg, Björn Johansson, Ulf Weinstock, Göran Lindblom, Sture Andersson – Anders Kallur, Per-Arne Alexandersson, Claes-Göran Wallin – Per Lundqvist, Lars Molin, Dag Bredberg – Leif Holmgren, Mats Ulander, Bengt Lundholm.
 Československo -  Kanada 4:1 (1:0, 1:0, 2:1)
17. prosince 1978 - Moskva

Branky Československa: 18. Marián Šťastný, 33. Jiří Bubla, 42. Anton Šťastný, 51. Jaroslav Pouzar.

Branky Kanady: 59. Tom Gorrence.

Rozhodčí: Ulf Lindgren (SWE) – Jurij Smirnov (URS), Anatolij Barinov (URS)

Vyloučení: 5:8 (využití 0:0) navíc Milan Chalupa a Eddie Johnstone na 5 min.
ČSSR: Marcel Sakáč - Milan Chalupa, Miroslav Dvořák, Jiří Bubla, Milan Kužela, František Kaberle, Vítězslav Ďuriš – Vladimír Martinec, Jiří Novák, Bohuslav Ebermann – Marián Šťastný, Peter Šťastný, Anton Šťastný – Miroslav Fryčer, Milan Nový, Jaroslav Pouzar – Milan Figala, Vincent Lukáč.
Kanada: Göran Högosta – Bob Lorimer, Doug Halward, Miles Zaharko, Jean Hamel, Terry Murray, Bob Neely – Dwight Foster, Richie Hansen, Tom Gorrence – Eddie Johnstone, Gene Carr, Bobby Simpson – Tony Currie, Ron Anduruff, Normand Dupont - Kris Manery, Jean Savard, Lorne Stamler.
 SSSR -  Finsko 4:1 (2:1, 1:0, 1:0)
18. prosince 1978 - Moskva

Branky SSSR: 8. Alexander Golikov, 9. Alexander Golikov, 37. Helmuts Balderis, 52. Boris Michajlov.

Branky Finska: 12. Pertti Koivulahti.

Rozhodčí: Ulf Lindgren (SWE) – Rais Fasachutdinov (URS), Michail Galinovskij (URS)

Vyloučení: 5:3 (využití 2:0)
SSSR: Viktor Doroščenko - Gennadij Cygankov, Sergej Starikov, Sergej Babinov, Vjačeslav Fetisov, Zinetula Biljaletdinov, Vasilij Pěrvuchin, Valerij Vasiljev, Viktor Chotuljev - Boris Michajlov, Vladimir Petrov, Valerij Charlamov - Helmuts Balderis, Viktor Žluktov, Sergej Kapustin - Pjotr Prirodin, Vladimir Golikov, Alexander Golikov - Alexej Frolikov, Michail Šostak, Sergej Makarov.
Finsko: Hannu Kamppuri - Risto Siltanen, Pekka Rautakallio, Pertti Valkeapää, Hannu Haapalainen, Timo Nummelin, Tapio Levo, Kari Eloranta, Juha Tuohima - Juhani Tamminen, Tapio Koskinen, Matti Rautiainen - Jukka Porvari, Pertti Koivulahti, Antero Lehtonen – Jouni Rinne, Mikko Leinonen, Seppo Sevon – Auvo Väänänen, Henry Saleva, Markku Kiimalainen.
 Švédsko -  Československo 3:6 (0:2, 3:3, 0:1)
19. prosince 1978 - Moskva

Branky Švédska: 24:46 Leif Holmgren (Ulf Weinstock), 31:12 Per-Arne Alexandersson (Anders Kallur, Claes-Göran Wallin), 34:31 Leif Holmgren (Mats Ulander).

Branky Československa: 0:13 Bohuslav Ebermann (Milan Chalupa), 19:09 Milan Chalupa (Bohuslav Ebermann), 28:24 Vítězslav Ďuriš (Milan Nový), 33:20 Bohuslav Ebermann (Jiří Novák), 37:55 Peter Šťastný (Marián Šťastný), 53:29 Peter Šťastný (Jiří Bubla).

Rozhodčí: Koskinen (FIN) – Rais Fasachutdinov (URS), Michail Galinovskij (URS)

Vyloučení: 1:2 (využití 2:0)
ČSSR: Jiří Králík – Milan Chalupa, Miroslav Dvořák, Jiří Bubla, Milan Kužela, Milan Figala, Vítězslav Ďuriš – Vladimír Martinec, Jiří Novák, Bohuslav Ebermann – Marián Šťastný, Peter Šťastný, Anton Šťastný – Vincent Lukáč, Milan Nový, Jaroslav Pouzar – Libor Havlíček.
Švédsko: Willy Löfqvist –Mats Waltin, Jan-Erik Silfverberg, Göran Lindblom, Sture Andersson, Björn Johansson, Ulf Weinstock – Anders Kallur, Per-Arne Alexandersson, Claes-Göran Wallin –  Per Lundqvist, Lars Molin, Dag Bredberg – Leif Holmgren, Mats Ulander, Ulf Isaksson.
 SSSR -  Kanada 9:3 (4:1, 3:1, 2:1)
19. prosince 1978 - Moskva

Branky SSSR: 7. Helmuts Balderis, 10. Boris Michajlov, 17. Viktor Žluktov, 20. Helmuts Balderis, 35. Alexej Frolikov, 37. Boris Michajlov, 36. Sergej Kapustin, 45. Vladimir Petrov, 58. Sergej Makarov.

Branky Kanady: 8. Normand Dupont, 26. Gene Carr, 52. Tom Gorence.

Rozhodčí: Milan Barnet (TCH) – Jurij Smirnov (URS), Anatolij Barinov (URS)

Vyloučení: 4:6 (využití 1:0) z toho Viktor Chotuljev a Eddie Johnston na 5 minut.
SSSR: Vladislav Treťjak – Gennadij Cygankov, Sergej Starikov, Sergej Babinov, Vjačeslav Fetisov, Zinetula Biljaletdinov, Vasilij Pěrvuchin, Valerij Vasiljev, Viktor Chotuljev - Boris Michajlov, Vladimir Petrov, Valerij Charlamov - Helmuts Balderis, Viktor Žluktov, Sergej Kapustin - Pjotr Prirodin, Vladimir Golikov, Alexander Golikov - Alexej Frolikov, Michail Šostak, Sergej Makarov.
Kanada: Doug Soetaert (41. Göran Högosta) – Miles Zaharko, Jean Hamel, Terry Murray, Bob Neely, Bob Lorimer, Tom Price - Eddie Johnstone, Gene Carr, Bobby Simpson – Kris Manery, Jean Savard, Lorne Stamler - Tony Currie, Ron Anduruff, Normand Dupont – Dwight Foster, Richie Hansen, Tom Gorrence.
 Československo -  Finsko 5:4 (1:0, 3:3, 1:1)
20. prosince 1978 - Moskva

Branky a nahrávky Československa: 8:43 Milan Nový, 22:04 Marián Šťastný (Jiří Bubla), 23:19 Milan Nový (Vincent Lukáč, Milan Figala), 34:39 Peter Šťastný (Marián Šťastný), 56:59. Milan Nový (Vladimír Martinec).

Branky a nahrávky Finska: 28:09 Jukka Porvari (Pertti Koivulahti), 32:08 Antero Lehtonen, 36:52 Jukka Porvari (Antero Lehtonen), 41:38 Pertti Koivulahti (Antero Lehtonen).

Rozhodčí: Andrej Zacharov (URS) – Rais Fasachutdinov (URS), Michail Galinovskij (URS)

Vyloučení: 5:2 (využití 0:1, v oslabení 1:0)
ČSSR: Marcel Sakáč (47. Jiří Králík) – Milan Chalupa, Miroslav Dvořák, Jiří Bubla, Jan Zajíček, František Kaberle, Vítězslav Ďuriš, Milan Figala – Vladimír Martinec, Jiří Novák, Bohuslav Ebermann – Marián Šťastný, Peter Šťastný, Jaroslav Pouzar – Vincent Lukáč, Milan Nový, František Černík – Milan Figala.
Finsko: Antero Kivelä – Kari Eloranta, Pekka Rautakallio, Pertti Valkeapää, Hannu Haapalainen, Timo Nummelin, Tapio Levo – Jukka Porvari, Pertti Koivulahti, Antero Lehtonen – Jouni Rinne, Mikko Leinonen, Seppo Sevon – Auvo Väänänen, Henry Saleva, Markku Kiimalainen.
 Švédsko -  Kanada 2:5 (1:1, 1:3, 0:1)
21. prosince 1978 - Moskva

Branky Švédska: 11. Leif Holmgren, 31. Göran Lindblom. 

Branky Kanady: 3. Bobby Simpson, 23. Bobby Simpson, 25. Lorne Stamler, 32. Lorne Stamler, 48. Bobby Simpson,

Rozhodčí: Koskinen (FIN) – Jurij Smirnov (URS), Anatolij Barinov (URS)

Vyloučení: 1:4 (využití 1:1)
Švédsko: Sune Ödling - Mats Waltin, Jan-Erik Silfverberg, Göran Lindblom, Sture Andersson, Björn Johansson, Ulf Weinstock – Anders Kallur, Per-Arne Alexandersson, Claes-Göran Wallin – Per Lundqvist, Lars Molin, Dag Bredberg – Leif Holmgren, Mats Ulander, Ulf Isaksson.
Kanada: Göran Högosta – Bob Lorimer, Doug Halvard, Miles Zaharko, Jean Hamel, Terry Murray, Bob Neely - Kris Manery, Jean Savard, Lorne Stamler - Dwight Foster, Richie Hansen, Tom Gorrence - Eddie Johnstone, Gene Carr, Bobby Simpson – Tony Currie, Ron Anduruff, Normand Dupont.
 SSSR -  Československo 3:3 (0:1, 0:1, 3:1)
22. prosince 1978 - Moskva

Branky a nahrávky SSSR: 50:47 Sergej Makarov, 56:27 Valerij Vasiljev (Vladimir Petrov), 58:56 Boris Michajlov (Vladimir Petrov).

Branky a nahrávky Československa: 9:11 Bohuslav Ebermann (Vladimír Martinec), 36:01 Jiří Bubla, 47:22 Peter Šťastný.

Rozhodčí: Ken Pierce (USA) – Jurij Smirnov (URS), Anatolij Barinov (URS)

Vyloučení: 6:9 (využití 1:1, v oslabení 1:0)
ČSSR: Jiří Králík – Milan Chalupa, Miroslav Dvořák, Jiří Bubla, Jan Zajíček, Milan Figala, Vítězslav Ďuriš – Vladimír Martinec, Jiří Novák, Bohuslav Ebermann – Marián Šťastný, Peter Šťastný, Anton Šťastný – František Černík, Milan Nový, Jaroslav Pouzar.
SSSR: Vladislav Treťjak – Valerij Vasiljev, Viktor Chotuljev, Gennadij Cygankov, Sergej Starikov, Sergej Babinov, Vjačeslav Fetisov, Zinetula Biljaletdinov, Vasilij Pěrvuchin, Valerij Vasiljev – Boris Michajlov, Vladimir Petrov, Valerij Charlamov –  Helmuts Balderis, Viktor Žluktov, Sergej Kapustin - Pjotr Prirodin, Vladimir Golikov, Alexander Golikov - Alexej Frolikov, Michail Šostak, Sergej Makarov.
 Švédsko -  Finsko 4:1 (0:1, 2:0, 2:0)
22. prosince 1978 - Moskva

Branky Švédska: 23. Mats Ulander, 30. Mats Waltin, 55. Göran Lindblom, 57. Lars Molin. 

Branky Finska: 11. Jukka Porvari.

Rozhodčí: Milan Barnet (TCH) – Rais Fasachutdinov (URS), Michail Galinovskij (URS)

Vyloučení: 6:5 (využití 0:0, v oslabení 0:1)
Švédsko: Willy Löfqvist – Göran Lindblom, Sture Andersson, Mats Waltin, Jan-Erik Silfverberg, Björn Johansson, Ulf Weinstock – Per Lundqvist, Lars Molin, Dag Bredberg – Anders Kallur, Bengt Lundholm, Harald Lückner - Mats Ulander, Per-Arne Alexandersson, Ulf Isaksson.
Finsko: Hannu Kampuri - Kari Eloranta, Pekka Rautakallio, Juha Tuohimaa, Hannu Haapalainen, Timo Nummelin, Tapio Levo, Risto Siltanen, Pertti Valkeapää – Juhani Taminen, Mikko Leinonen, Seppo Sevon - Jukka Porvari, Pertti Koivulahti, Antero Lehtonen – Jouni Rinne, Matti Rautiainen, Markku Kiimalainen.

## Statistiky

### Nejlepší hráči
| Brankář | Vladislav Treťjak |
| Obránce | Jiří Bubla        |
| Útočník | Sergej Kapustin   |

### Kanadské bodování
| Poř. | Kanadské bodování | Branky | Přihrávky | Body |
| ---- | ----------------- | ------ | --------- | ---- |
| 1.   | Antero Lehtonen   | 3      | 4         | 7    |